# 史匹拉
史匹拉（又译作）是史克威尔（今史克威尔艾尼克斯）电子角色扮演游戏《最终幻想X》和《最终幻想X-2》设定的世界名称。世界觀既不是中世紀歐洲也不是虛擬的科幻世界，作為角色扮演游戏是屬於比較少有的。本作品裡能夠看到現代文明，也存在不毛之地和亞洲風格的村落。生活在世界裡的除了人類還有亞人種。

## 世界設定

### 地理
本作品的世界被稱為史匹拉，由一塊巨大的陸地和幾個小島構成。人們過著儉樸的生活。因為不斷遭到「辛」的破壞，城市和村莊規模無法發展得很大。大陸的最北端，有個叫札納爾坎德的古代遺跡。 1000年前這裡曾經是被戰爭所摧毀的都市國家札納爾坎德。本說明把現代的札納爾坎德所在地稱為札納爾坎德遺跡，而把提達所來自的札納爾坎德稱為夢中的札納爾坎德。札納爾坎德遺跡有個稱為耶朋巨蛋的巨大建築物，優娜蕾絲卡在這所屋子的深處等待有能力使用終極召喚獸的召喚士到來。
下面從北往南對札納爾坎德遺跡以南的各地作簡要說明。
- 嘎嘎扎特山 -作為去札納爾坎德遺跡最終關口的雪山，居住著外貌像野獸一樣的隆索族。
- 安寧平原 -歷代大召喚士和「辛」決鬥的戰場。戰鬥之處至今仍留下「辛」的爪印。平原東南角有遭「辛」破壞而放棄的寺院、東北面有隱藏從寺院偷出的祈禱者塑像的洞穴。此外還有討伐隊用來訓練的設施。
- 貝薇爾 -耶朋教的中心城市，也是史匹拉最大的城市。
- 馬卡拉尼亞之森 -有夢幻般的森林和凍湖。
- 比卡涅沙漠 -被阿爾貝德族當作根據地的孤島，地表大部分是沙漠。旁邊有仙人掌生長的地帯，那裡常年沙塵暴，同外界隔絕。
- 落雷平原 -雷聲不絕的平原，正式名稱是「岡朵夫雷平原」。因為阿爾貝德族安裝了避雷針所以變得安全，但是阿爾貝德族的功績沒有得到公正的評價。
- 瓜德薩拉姆 -瓜德族的老家，與聚集死者靈魂的異界相連，可以在這裡見到死去的親人。
- 幻光河 -充滿幻想氣氛的大河，河底有古代文明的遺跡。
- 喬瑟 -僅次於貝薇爾擁有悠久歷史的寺院，寺院被電光包圍。
- 蘑菇岩街道 -從路加到喬瑟必須經過的一段路，特徵是有很多像蘑菇一樣的大岩石。
- 密亨街道 -從路加到喬瑟必須經過的一段路，赤斬幫的創立者密亨開闢了從這里通往貝薇爾的道路。為了紀念他而命名。
- 路加 - 史匹拉第2大城市，水鬥球競技場的所在地。
- 基利卡島 -有水上村落和原始森林的島，原始森林的深處有寺院。
- 異界 -位於史匹拉地底，是所有生物死後，體內幻光蟲最後的歸宿，有著無盡的花海、泉水的仙境。

### 耶朋的教誨
主宰史匹拉的耶朋教有下列的教義，佔據著人們的思想。實際上全是以耶朋·咒和「辛」的繼續存在為目的控制人們言行的工具。
- 機械的禁止：使用機械是一種罪惡「罪(＝「辛」)」，因此被嚴厲禁止。
- 宣揚耶朋和優娜蕾絲卡的偉大：把流傳下打倒「辛」方法的耶朋、和他的女兒第一個用此方法打倒「辛」的召喚士優娜蕾絲卡神化。
- 所有人讚美耶朋的偉大，並且為召喚士們提供方便，總有一天會消滅「辛」：過去數次打敗了「辛」但是不過數年之後「辛」又再次復活，寺院將此歸結為人們沒有遵從耶朋的教導，這也是迫害使用機械的阿爾貝特族的理由。

執行耶朋教義的機關稱作寺院，現在世界上有5處寺院，分別在比塞德村、基利卡島、 喬瑟、馬卡拉尼亞和貝薇爾。召喚士在寺院積累修行取得召喚獸，是為了最終取得終極召喚獸來打敗「辛」。寺院的總部是貝薇爾的貝薇爾宮。人、瓜德族、隆索族各有一個代表被稱為導師，管理這三人的也就是寺院的最高首領被稱為總導師。 3個導師加上總導師，合稱耶朋四導師，得到人們的深厚敬仰。阿爾貝德族因為受到迫害而沒有導師。人們之間為了互相祝福，有「耶朋行禮」的風俗。《國際版》及《最終幻想X-2》中，寺院把機械稱為「馬其那」，其實是「機械」的拉丁語讀法。

### 種族
本作品除了普通人類之外，還有以下亞人種，大都能通婚產生混血後代。
- 阿爾貝德族 - 人類少數民族，特徵是螺旋狀的瞳孔。使用機械對耶朋教義抱有強烈反感，因此被寺院鎮壓。使用阿爾貝德語，部分人也懂通用話。
- 隆索族 - 生存在寒冷的地區，有野獸一樣的外表。男性的額頭上會長角，發育期會長出新的角，成年以後斷掉的話也不會再長，是重視使命、尊重精神或體能之強者，仇視背叛的種族。
- 瓜德族 - 擅長使用幻光蟲，平衡異界的躁動，自稱是異界的守護者。頭髮像植物即使風吹也不會動是這個種族的特點。
- 海佩羅族 - 管理幻光河的幻光象。擅長游泳，說話慢吞吞，從外表無法區分男女。

### 生物
本作品裡的生物，無論何種種類都是被稱為幻光蟲的散發閃爍光亮的能量體結晶。死者的葬禮中，召喚士執行異界引渡儀式的時候，能看到幻光蟲從死者身體飛出，這樣死者的靈魂就能在異界永遠安息，而不會留在世間作祟。沒有執行過異界引渡儀式的死者，會認為自己仍然活著，而成為魔怪。還有一些死者因為自己的強烈意識而保持自己活著時候的外表繼續存於世上。這樣的人被稱為活死人。

### 召喚術與祈禱者
召喚術是召喚士才能使用的特殊技能。史匹拉各地的寺院有稱為祈禱者塑像的特殊雕像。這些雕像中封入了人的靈魂，也就是祈禱者。召喚士用自己的精神把周圍的幻光蟲聚集起來成為召喚獸。一般的情況下，召喚者被封在雕像中，此時會變為相應的召喚獸。相同的召喚獸同一時間只能出現在一個地方。這是因為作為召喚獸的能量源的祈禱者各自只有一個。所以情節中优娜與對手用召喚獸切磋時，對手使用中的召喚獸，優娜是無法同時召喚的。

### 「辛」
「辛」（Sin : 原罪）是史匹拉最大的魔怪，召喚士以打倒它為目的而存在。「辛」和其他魔怪一樣是由幻光蟲構成，但是數量遠遠巨大得多。它中心部分的耶朋咒用重力魔法把大量的幻光蟲聚集起來。它的核心是以前打敗「辛」時的終極召喚獸、使用終極召喚打敗「辛」的時候耶朋獸會轉移到終極召喚獸身上，變成新的「辛」。新的「辛」要在一段時間躲藏起來重新聚集幻光蟲。所以在這段期間內「辛」不會危害人們。這段時間稱為安寧節。創造安寧節的召喚士被人們尊稱為大召喚士，安寧節被分別冠以大召喚士的名字，比如「布拉斯卡的安寧節」「奧哈朗多的安寧節」等等。在人們盛大慶祝安寧節的同時，也隱藏了對「辛」復活的恐懼之心。人們無法完全從「辛」的威脅中解放出來。即便如此，召喚士還是不斷為屬於自己的安寧節，讓人們有片刻的安寧而戰鬥著。
「辛」是夢中的札納爾坎德和城主耶朋咒為了自己創造的產物。歸根結底是千年前機械戰爭的結果。 「辛」為了報復札納爾坎德的毀滅而進行破壞。耶朋寺院隱藏了事實的真相，而籠統地對民眾強調「辛」的破壞，是對人們使用機械的懲罰。由於「辛」內部耶朋咒的魔法作用，「辛」有操作引力的能力。改變重力場撕裂大地引起巨大的破壞。而且「辛」還能分離出自己一部分成為單獨的魔怪，被稱為碎片，這些碎片也有控制重力的能力，為了有效吸收幻光蟲，「辛」往往會回收這些分身。劇情中人們利用這種現象把捕獲的分身當作誘餌，在安全的地方設置砲台來對付「辛」，可是最終還是沒有成功。

### 究極召喚
究極召喚是一種召喚魔法，按寺院對大眾的說法這是打敗「辛」的唯一方法。方法和其他的召喚魔法相同，要想發動必須讓召喚士和祈禱者間有強烈的共鳴。召喚士和祈禱者產生如此強烈共鳴的方法是：召喚士從自己的護衛中選出一個人，優娜蕾絲卡取出這名護衛的魂魄做成祈禱者。召喚士得到最終召喚獸的旅程，換句話說也是和自己的護衛之間，產生同生死共命運的共鳴的旅程。通過召喚士和祈禱者的共鳴產生的終極召喚之力，就能打敗以耶朋·咒為中心的「辛」。然而耶朋·咒會轉移到終極召喚獸身上，那時產生的巨大衝擊會奪去召喚士的生命，所以召喚士無法看到自己創造的安寧節。
為了究極召喚而製造的祈禱者，也可以作為通常的召喚魔法使用，和祈禱者間沒有共鳴也能當作普通的召喚魔法。召喚獸靈魂就是這種情況，這時候沒有打敗「辛」的強大威力，召喚士也不會死。究極召喚本身就是招來新的「辛」的原因，對此，使用究極召喚的召喚士和耶朋寺院裡的人都完全不知道。

### 水鬥球
水鬥球是史匹拉的大眾最喜愛的體育活動。有一隊6人組成的兩隊在被叫作水晶池的球形池子裡比賽。選手之間爭鬥激烈，所以也有水中格鬥球賽的名稱。